# Daniel Filipe
Daniel Damásio Ascensão Filipe (Ilha da Boavista, Cabo Verde, 1 de fevereiro de 1925 — 6 de abril de 1964) foi um poeta e jornalista de Cabo Verde.

## Biografia
Daniel Filipe nasceu na Ilha da Boavista, Cabo Verde, em 1925. Veio para Portugal ainda criança, onde  acabaria por concluir o Curso Geral dos Liceus. Mais tarde, foi co-director dos cadernos "Notícias do Bloqueio", colaborador assíduo da revista "Távola Redonda" e  do jornal Diário Ilustrado (1956-), e também  realizador, na Emissora Nacional, do programa literário "Voz do Império" e revista luso-brasileira Atlântico. Combateu a ditadura salazarista, sendo perseguido e torturado pela PIDE.
Estreou-se em livro no ano de 1949 com "Missiva". A sua obra mais conhecida é porventura A invenção do Amor e Outros Poemas, publicada em 1961, após a edição de uma novela, O manuscrito na garrafa, e o Prémio Camilo Pessanha, pelo livro a Ilha e a solidão (escrito sob o pseudónimo de Raymundo Soares), no ano de 1956. Trabalhou na extinta Agência-Geral do Ultramar e na área jornalística. Grande parte da poesia de Daniel Filipe destaca-se pelo combate ideológico e pelo comprometimento social, o que lhe valeu o estigma de poeta neo-realista. Morreu novo, em 1964, mas deixou uma obra consistente marcada pelos sentimentos de solidão e exílio.  

## Obras publicadas
- Missiva (1946)
- Marinheiro em Terra (1949)
- O Viageiro Solitário (1951)
- Recado para a Amiga Distante (1956)
- A Ilha e a Solidão (1957)
- O Manuscrito na Garrafa (romance, 1960)
- A Invenção do Amor (1961)
- Pátria, Lugar de Exílio (1963)